# King of Delta Blues Singers, Vol.2
King of the Delta Blues Singers, Vol.2 è un album del musicista blues Robert Johnson, pubblicato dalla Columbia nel 1970.

## Il disco
Seguito dell'album King of the Delta Blues Singers, Vol. 1 del 1961, l'album contiene le restanti canzoni di Johnson (ovvero quelle non pubblicate nel primo volume) più alcune versioni alternative dei brani del precedente disco. La rivista di musica Rolling Stone lo inserisce nella lista dei 500 più grandi album della storia della musica.

## Critica
- Allmusic	5/5 stars
- The Hartford Courant	(favorable)
- Los Angeles Times	(favorable)
- New York Times	(favorable)
- PopMatters	(favorable)
- Rolling Stone	(favorable)
- Sing Out!	(favorable)
- Stereo Review	(favorable)
- Virgin Encyclopedia	5/5 stars

## Tracce

### Side one
- 1.	November 23, 1936	Vocalion 3416	1937	Kind Hearted Woman Blues	2:28
- 2.	November 23, 1936	Vocalion 3475	1937	I Believe I'll Dust My Broom	2:57
- 3.	November 23, 1936	Vocalion 3601	1937	Sweet Home Chicago	2:57
- 4.	November 23, 1936	Columbia CL 1654 (alternate take)	1961	Ramblin' On My Mind	2:50
- 5.	November 23, 1936	previously unreleased	1970	Phonograph Blues	2:38
- 6.	November 27, 1936	Vocalion 3563	1937	They're Red Hot	2:56
- 7.	November 27, 1936	Vocalion 3475	1937	Dead Shrimp Blues	2:29
- 8.	November 27, 1936	Vocalion 4630	1939	Preaching Blues	2:49

### Side two
- 1.	June 19, 1937	Vocalion 3723	1937	I'm a Steady Rollin' Man	2:35
- 2.	June 19, 1937	Vocalion 3623	1937	From Four 'Til Late	2:22
- 3.	June 20, 1937	unreleased alternate take	1970	Little Queen of Spades	2:16
- 4.	June 20, 1937	Vocalion 3665	1937	Malted Milk	2:20
- 5.	June 20, 1937	unreleased alternate take	1970	Drunken Hearted Man	2:26
- 6.	June 20, 1937	unreleased alternate take	1970	Stop Breakin' Down Blues	2:21
- 7.	June 20, 1937	Vocalion 4002	1938	Honeymoon Blues	2:16
- 8.	June 20, 1937	unreleased alternate take	1970	Love in Vain	2:20